# Atlantis (przedsiębiorstwo)
Atlantis Spółka Akcyjna – polskie przedsiębiorstwo przemysłu materiałów budowlanych  notowane na Giełdzie Papierów Wartościowych.
W przeszłości spółka była podmiotem dominującym holdingu zajmującego się produkcją płyt warstwowych. Kłopoty finansowe doprowadziły w 2003 do upadku spółek zależnych. Przedsiębiorstwo obecnie nie prowadzi działalności produkcyjnej.
Początki przedsiębiorstwa to założona w 1992 spółka z ograniczoną odpowiedzialnością „Atlantis”, która zaczęła działalność od produkcji płyt warstwowych z rdzeniem styropianowym. W 1995 przejęła lubelski zakład produkcji płyt z rdzeniem poliuretanowym. W 1997 spółka została przekształcona w akcyjną i 4 czerwca zadebiutowała na warszawskiej giełdzie. W 1998 produkcję rozpoczęła spółka zależna w Mielcu. Atlantis posiadał zakład produkcyjny w Królewcu, a także importował ze Słowenii płyty z wkładem z wełny mineralnej. W 1999 przychody spółki ze sprzedaży płyt z rdzeniem poliuretanowym przekroczyły 8,5 mln zł.

## Akcjonariat
Według danych z maja 2008 największymi znanymi akcjonariuszami spółki jest Mariusz Patrowicz wraz z podmiotami zależnymi, posiadający 19,14% akcji (2 598 750) i głosów na WZA. Pozostali posiadają 81,86% akcji i głosów.